# Acacia lullfitziorum
Acacia lullfitziorum é uma espécie de leguminosa do gênero Acacia, pertencente à família Fabaceae.